# Сантис, Оскар
Оскар Александер Сантис Кайакс (исп. Oscar Alexander Santis Cayax; род. 25 марта 1999, Livingston, Исабаль) — гватемальский футболист, вингер тбилисского «Динамо» и национальной сборной Гватемалы.

## Карьера

### «Сучитепекес»
В 2015 году футболист стал привлекаться к матчам с основной командой гватемальского клуба «Сучитепекес». Дебютировал за клуб футболист 4 октября 2015 года в матче против клуба «Антигуа-Гуатемала», выйдя на замену на 68 минуте. Однако футболист в дальнейшем продолжал выступать преимущественно за молодёжную команду клуба. начиная с июля 2016 года футболист стал полноценно выступать за основной состав клуба. Затем в июле 2017 года футболист был официально переведён в основную команду клуба. Первый матч в сезоне футболист сыграл 30 июля 2017 года против клуба «Малакатеко», выйдя на замену на 79 минуте. Однако футболист полноценно так и не смог закрепиться в основной команде клуба, большую часть сезона проведя вне заявки на матчи.

### «Комуникасьонес»
В январе 2020 года футболист перешёл в гватемальский клуб «Комуникасьонес». Дебютировал за клуб футболист 16 февраля 2020 года в матче против клуба «Микско», выйдя на поле в стартовом составе. Однако футболист успел провести за клуб всего лишь 2 матча, после чего чемпионат был приостановлен из-за пандемии COVID-19. Новый сезон футболист начал 29 августа 2020 года с матча против клуба «Шелаху», выйдя на замену на 75 минуте. Дебютными забитыми голами за клуб футболист отличился 9 ноября 2020 года в матче против клуба «Сакачиспас», оформив хет-трик. На протяжении сезона футболист выступал за клуб в роли одного из основных игроков, отличившись 10 забитыми голами и результативной передачей во всех турнирах.
Новый сезон футболист начал 6 августа 2021 года с матча Лиги КОНКАКАФ против сальвадорского клуба «Онсе Депортиво де Ауачапан», выйдя на замену на 66 минуте. Первый матч в чемпионате футболист сыграл 9 августа 2021 года против клуба «Нуэва Консепсьон», выйдя на поле в стартовом составе, также отличившись результативной передачей. Первым в сезоне забитым голом за клуб футболист отличился 22 августа 2021 года в матче против клуба «Кобан Империал». В матче 22 октября 2021 года в рамках Лиги КОНКАКАФ против костариканского клуба «Депортиво Саприсса» футболист отличился забитым хет-триком. Вместе с клубом футболист стал победителем Лиги КОНКАКАФ, где в финале по сумме матче победили гондурасский клуб «Мотагуа». В рамках четвертьфинала Лиги чемпионов КОНКАКАФ футболист вместе с клубом по сумме матчей уступили американскому клубу «Нью-Йорк Сити». По итогу сезона футболист также стал победителем чемпионата.
Первый матч в новом сезоне футболист сыграл 25 июля 2022 года в матче против клуба «Шинабахуль», выйдя на поле в стартовом составе. Первым в сезоне забитым голом за клуб футболист отличился 11 августа 2022 года в матче против клуба «Шелаху». В матче 24 августа 2022 года в рамках Лиги КОНКАКАФ против никарагуанского клуба «Дирианген» футболист отличился забитым голом, однако по сумме встреч оказался слабее и завершил своё выступление на турнире. На протяжении сезона футболист выступал за клуб в роли одного из основных игроков, отличившись 8 забитыми голами и 2 результативными передачами во всех турнирах. В конце 2022 года футболист покинул клуб.

### «Антигуа-Гуатемала»
В декабре 2022 года футболист на правах свободного агента присоединился к гватемальскому клубу «Антигуа-Гуатемала». Дебютировал за клуб футболист 22 января 2023 года в матче против клуба «Малакатеко», выйдя на поле в стартовом составе. Дебютным забитым голом за клуб футболист отличился 28 января 2023 года в матче против клуба «Кобан Империал», также отдав голевую передачу. В матче 2 февраля 2023 года против клуба «Ачуапа» футболист отличился забитым дублем, а также хет-триком из голевых передач. На протяжении сезона футболист выступал за клуб в роли одного из основных игроков клуба, отличившись 5 забитыми голами и 4 результативными передачами. По итогу сезона футболист вместе с клубом стал серебряным призёром чемпионата. В следующем сезоне футболист продолжил выступать за клуб в роли одного из основных игроков, успев отличиться 2 забитыми голами и 5 результативными передачами во всех турнирах. В январе 2024 года футболист покинул клуб, расторгнув контракт по соглашению сторон.

### «Динамо» Тбилиси
В январе 2024 года футболист на правах свободного агента перешёл в тбилисское «Динамо», подписав двухлетний контракт с опцией продления ещё на сезон. Дебютировал за клуб футболист 2 марта 2024 года в матче против клуба «Самгурали», выйдя на поле в стартовом составе. Первым результативным действием за клуб футболист отличился 3 апреля 2024 года в матче против клуба «Дила», отдав голевую передачу. Дебютным забитым голом футболист отличился 10 мая 2024 года в матче против клуба «Иберия 1999». Вместе с клубом футболист в финале 3 июля 2024 года за Суперкубок Грузии уступили кутаисскому «Торпедо». В июле 2024 года вместе с клубом футболист отправился нна квалификационные матчи Лиги конференций УЕФА, где по сумме матчей уступили черногорскому клубу «Морнар». В финале Кубка Грузии 5 декабря 2024 года уступили клубу «Спаэри». По итогу сезона футболист вместе с клубом завершил чемпионат нна итоговом седьмом месте, отличившись за сезон 3 забитыми голами и 5 результативными передачами. По окончании сезона футболист покинул грузинский клуб.

### «Антигуа-Гуатемала»
В декабре 2024 года футболист на правах свободного агента вернулся в гватемальский клуб «Антигуа-Гуатемала».

## Международная карьера
В ноябре 2018 года футболист в составе молодёжной сборной Гватемалы до 20 лет отправился на молодёжный чемпионат КОНКАКАФ. Первый матч на турнире футболист сыграл 2 ноября 2018 года против сборной Гайаны, выйдя на поле в стартовом составе и отличившись также забитым голом. По итогу группового этапа футболист вместе с клубом занял второе место в группе и не вышел в раунд плей-офф.
В феврале 2021 года футболист получил вызов в национальную сборную Гватемалы. Дебютировал за сборную футболист 24 февраля 2021 года в товарищеском матче против сборной Никарагуа, выйдя на поле в стартовом составе. Дебютным забитым голом за сборную футболист отличился 4 июня 2021 года в матче против сборной Сент-Винсента и Гренадин.

## Достижения
«Комуникасьонес»
- Чемпион Гватемалы: 2021/22
- Победитель Лиги КОНКАКАФ: 2021